# Макс Мерштедт
Макс Мерштедт (нім. Max Moerstedt, нар. 15 січня 2006, Мангайм, Німеччина) — німецький футболіст, нападник клубу «Гоффенгайм 1899».

## Ігрова кар'єра

### Клубна
Макс Мерштедт пройшов через молодіжні команди німецьких клубів «Карлсруе» та «Баварія». У 2021 році футболіст приєднався до молодіжного складу клубу «Гоффенгайм 1899».
3 травня 2024 року Мерштедт дебютував в основі «Гоффенгайма», коли вийшов на заміну у матчі чемпіонату Німеччини проти «РБ Лейпциг». В тому ж сезоні футболіст відзначився забитими голами в Лізі Європи.

### Збірна
У 2023 році в складі юнацької збірної Німеччини (U-17) Макс Моерштедт виступав на переможному юнацькому чемпіонаті Європи, що проходив в Угорщині. Восени того ж року Мерштедт став переможцем юнацького чемпіонату світу в Індонезії. Мерштедт забив чотири голи в шести матчах чемпіонату світу.
В травні 2025 року Мерштедт брав участь у юнацькому чемпіонаті Європи в складі збірної Німеччини (U-19). В півфіналі турніру футболіст відзначився хет-триком у воротах команди Іспанії.

## Титули
Німеччина (U-17)
 Чемпіон Європи: 2023
 Чемпіон світу: 2023